# ГЕС Khandong
ГЕС Khandong – гідроелектростанція на сході Індії у штаті Ассам. Знаходчись перед ГЕС Копілі, становить верхній ступінь гідровузла, який використовує ресурс із річки Копілі (стікає з плато Меґхалая та впадає ліворуч до Брахмапутри).
В межах проекту річку перекрили бетонною гравітаційною греблею висотою 66 метрів та довжиною 243 метри, яка потребувала 278 тис м3 матеріалу. Вона утримує водосховище з площею поверхні 13,4 км2 та об’ємом 167 млн м3 (корисний об’єм 130 млн м3), з якого ресурс подається до дериваційного тунелю довжиною 2,9 км та діаметром 4,5 метра, прокладеного під водорозділом з долиною струмка Умронг-Налла, правої притоки Копілі. Далі ресурс потрапляє у напірні водоводи діаметром по 2,5 метри – два довжиною по 192 метри та один довжиною 275 метрів.
Машинний зал в 1984-му обладнали двома турбінами типу Френсіс потужністю по 25 МВт, до яких за два десятиліття додали ще одну таку ж. При напорі у 99 метрів вони забезпечують виробництво 364 млн кВт-год електроенергії на рік.
Відпрацьована вода відводиться по відвідному каналу до розташованого за кілька сотень метрів сховища ГЕС Копілі, створеного греблею на Умронг-Налла. 
Видача продукції відбувається по ЛЕП, розрахованих на роботу під напругою 132 кВ.